# Escala de Ramsay
Escala de Ramsay, é uma tipo de escala subjetiva utilizada para avaliar o grau de sedação em pacientes, visando evitar a sedação insuficiente (o paciente pode sentir dores) ou demasiadamente excessiva (colocando-o em risco de morte). Tem sido usado principalmente para avaliar pacientes em unidade de terapia intensiva.
A escala de Ramsay foi descrita pela primeira vez pelo medico Michael Ramsay como parte de um estudo sobre o efeito de um esteroide anestésico publicado em 1974. Ela compreende valores que vão de 1 a 6, atribuídos observando as respostas dadas pelo paciente após estímulos e podem ser:
- Grau 1: paciente ansioso, agitado;
- Grau 2: cooperativo, orientado, tranquilo;
- Grau 3: sonolento, atendendo aos comandos;
- Grau 4: dormindo, responde rapidamente ao estímulo glabelar ou ao estímulo sonoro vigoroso;
- Grau 5: dormindo, responde lentamente ao estímulo glabelar ou ao estímulo sonoro vigoroso;
- Grau 6: dormindo, sem resposta.